# Franz Sebek

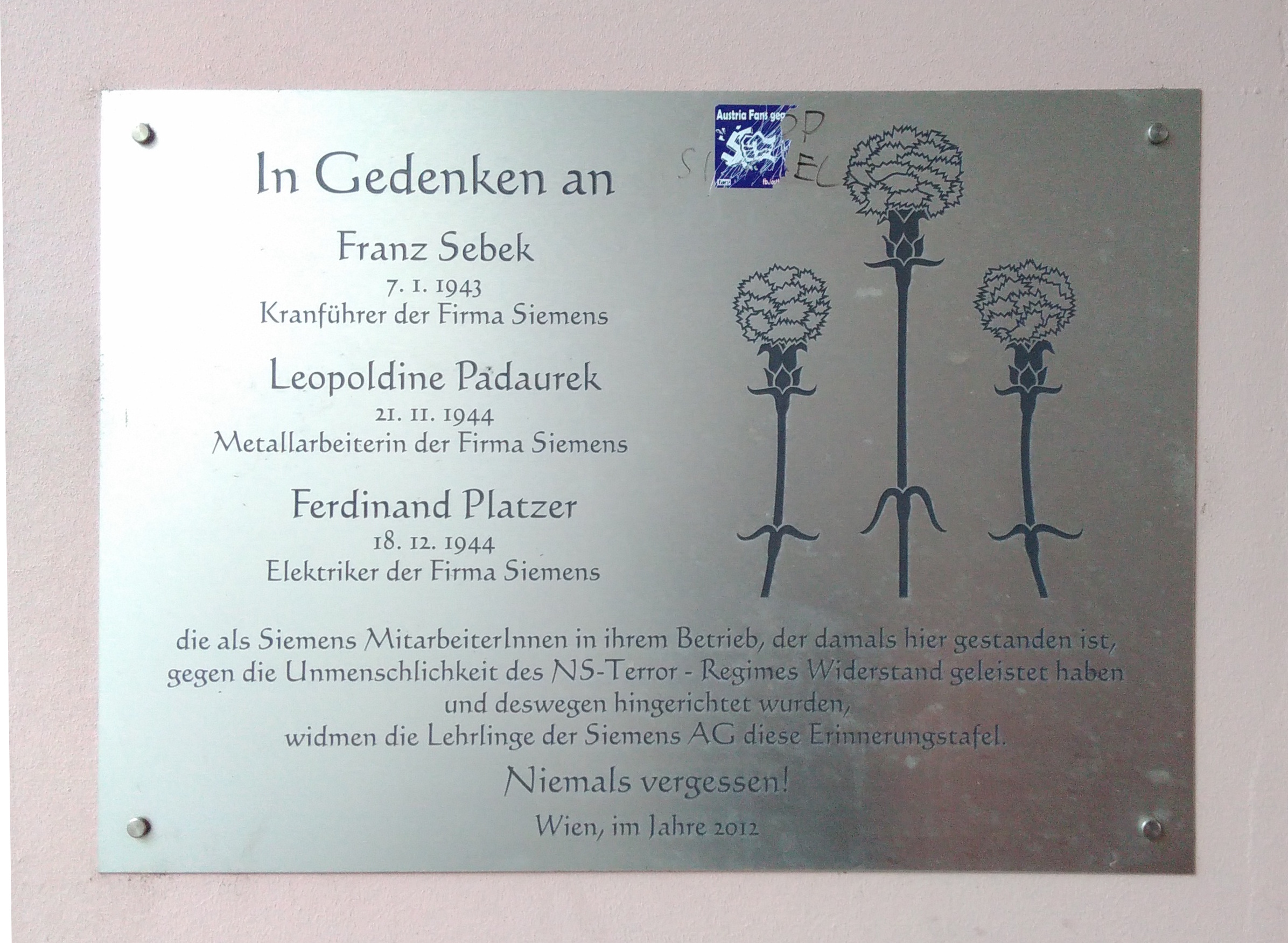
Gedenktafel für die Widerstandskämpfer gegen den Nationalsozialismus Franz Sebek, Leopoldine Padaurek und Ferdinand Platzer in Wien 2, Vorgartenstraße 148

Franz Sebek (* 30. April 1901 in Schlüsselburg bei Blatna; † 7. Jänner 1943 in Wien) war ein österreichischer Politiker (KPÖ) und Widerstandskämpfer gegen den Nationalsozialismus.

## Leben
Sebek wuchs in Wien-Favoriten auf und schloss sich noch in seiner Jugendzeit 1915 der Bauarbeitergewerkschaft und der SDAPÖ an. Von der SDAPÖ wechselte er 1920 zur KPÖ, für die er 1930 bei den Nationalratswahlen kandidierte. Zur Zeit des Austrofaschismus engagierte sich Sebek bei der illegalen Freien Bauarbeitergewerkschaft und wurde gewähltes Mitglied des Zentralkomitees der KPÖ. Nach dem „Anschluss Österreichs“ war er als Hilfsarbeiter führend bei Siemens-Schuckert in einer Widerstandsgruppe tätig, die sich für Lohnerhöhungen einsetzte, illegale Schriften vertrieb und sich für die österreichische Rote Hilfe engagierte.
Ende Januar 1941 wurde Sebek festgenommen und gemeinsam mit Erwin Puschmann, Margarete Schütte-Lihotzky und anderen vor dem kurzzeitig in Wien tagenden Volksgerichtshof angeklagt und im September 1942 wegen „Hochverrats“ zum Tode verurteilt.

„Der Verurteilte Franz Sebek […] ist eines Gnadenerweises nicht würdig. Besonders zu berücksichtigende Umstände, die für eine Milderung der Todesstrafe sprechen würden, sind nicht bekannt geworden. Gegen die Freigabe der Leiche bestehen Bedenken.“

Am 7. Januar 1943 wurde Sebek im Wiener Landgericht enthauptet.

## Gedenken
Franz Sebek wurde im Ehrenhain der Gruppe 40 im Wiener Zentralfriedhof bestattet.
Im ehemaligen Hinrichtungsraum des Landesgericht für Strafsachen Wien befindet sich sein Name auf einer der Gedenktafeln.
Zur Ehrung Sebeks befinden sich in der Laaer-Berg-Straße 166 in Wien 10 und in der Vorgartenstraße 148 in Wien 2 Gedenktafeln. 
Sebek ist auch auf der Gedenktafel für die zwölf durch die Nationalsozialisten ermordeten Zentralkomiteemitglieder der KPÖ aufgeführt, die sich heute im Haus der KPÖ Wien 10 (Wielandschule) befindet. 
In Wien-Floridsdorf (21. Bezirk) wurde 2009 die Franz-Sebek-Straße nach ihm benannt, in Steyr existiert ebenfalls eine Franz Sebek Straße.